# 乌拉尼·亚诺什
乌拉尼·亚诺什（匈牙利語：Urányi János，1924年6月24日—1964年5月23日），匈牙利男子皮划艇运动员。他曾代表匈牙利参加1948年、1952年和1956年夏季奥林匹克运动会皮划艇比赛，获得一枚金牌。